# ماغازين لويزا
ماغازين لويزا هي شركة برازيلية للبيع بالتجزئة إلى جانب متاجر جي بي إيه وفيافيرجو ولوجاس أمريكاناس وغيرها. الرئيس الحالي هي لويزا تراجانو والرئيس التنفيذي الحالي هو ابنها فريدريكو تراجانو.

## التاريخ
في عام 1992 أطلقت ميغالو أول متاجرها «الافتراضية»، والتي كانت في ذلك الوقت منافذ بيع بالتجزئة مادية مجهزة بأكشاك طلب وسائط متعددة، والتي كانت لا تزال قيد الاستخدام حتى عام 2019.
في يناير 2016 أصبح فريدريكو تراجانو الرئيس التنفيذي لماغازين لويزا.
في أغسطس 2020 استحوذت الشركة على هوبساليس وهو موقع ويب يبيع المنتجات مباشرة إلى المستهلكين، وكنالتيش وهو موقع لمراجعة الأدوات الذكية، وشركة إنلوكو ميديا وهي شركة إعلانات تستخدم بيانات تتبع موقع الهاتف المحمول.
في نوفمبر 2020 أُعلن أن برنامج المتدرب لن يقبل سوى البرازيليين السود من أجل مواجهة العنصرية البنيوية، والتي غالبًا ما يتم تهميش البرازيليين السود.